# 弘光帝
弘光帝（こうこうてい）は、南明の初代皇帝。諱は由崧（ゆうすう）。廟号は安宗（あんそう）。日本では在位中の元号弘光を取って弘光帝と呼ぶのが一般的。

## 生涯
福王朱常洵（万暦帝の三男）の長男。万暦45年（1617年）に徳昌郡王に封じられ、後に福王世子に立てられる。
崇禎14年（1641年）、李自成が洛陽を攻撃し、父の朱常洵が殺害されると懐慶府に逃れた。翌年、懐慶府が李自成によって落とされると淮安に逃れ、同年5月に年少の従父の潞王朱常淓（曾祖父の隆慶帝の孫で潞王朱翊鏐の子）を礼部侍郎の銭謙益・史可法ら東林系の一派らが擁立し、逆に鳳陽総督の馬士英・阮大鋮ら宦官派は福王を南京で擁立して対決した。いわゆる「賢」を立てるか「親」を立てるかの争いであったが、結局は「親」の福王が擁立され、初め監国を称し、まもなく皇帝を称した。
漢民族の期待を集め南明政権を成立させた弘光帝であるが、まず最初に行ったことが民間の婚姻を禁止し、続いて自らの皇妃選定することで民衆は失望した。その後も政治を顧みることなく舞踊に熱中し、政務は馬士英・阮大鋮に委任した。南京政権は内部抗争が絶えず、史可法らを更迭するなど混乱が絶えなかった。
弘光元年（1645年）、清軍が南京を占領すると、蕪湖に逃れて黄得功の支援を要請したが、結局は総兵官の田雄・馬得功に裏切られて捕らえられ、北京に送られて、翌年に処刑された。

## 宗室
- 皇后
  - 孝哲懿荘温正仁靖儀天昭聖簡皇后黄氏
  - 孝義端仁粛明貞潔熙天詒聖皇后李氏
- 妃
  - 貴妃金氏
  - 妃汪氏、妃陳氏、妃黄氏、妃郭氏
  - 嬪某氏（法名は真修）
- 子女
  - 女子（夭折）
  - 女子（1641年行方不明）
- 族子
  - 朱蓮璧（夭折）